# Stara Synagoga w Będzinie
Stara Synagoga w Będzinie – drewniana synagoga znajdująca się w Będzinie przy dawnej ulicy Bożniczej, u podnóży zamku.
Synagoga została zbudowana w latach 1851–1856. Około 1880 roku legła zniszczeniu, poprzez co w 1881 roku na jej miejscu zbudowano okazałą, nową, murowaną synagogę.